# Lástros
Lástros, en grec moderne : Λάστρος est un village du dème de Sitía, en Crète, en Grèce. Selon le recensement de 2011, la population de Lástros compte 104 habitants. Le village est situé à une altitude de 314 m et à une distance de 32 km de Sitía.